# Diamond (синхротрон)
Diamond Light Source — ускорительный комплекс, источник синхротронного излучения третьего поколения в графстве Оксфордшир, Великобритания.

## История
Синхротрон был построен на территории национальной лаборатории Резерфорда — Эплтона, вблизи городка Дидкот. Первый пользовательский световой пучок был получен в январе 2007 года, формальное открытие королевой Елизаветой II произошло 19 октября 2007 года. Стоимость источника Diamond составила £260m.
Название DIAMOND первоначально было предложено зачинателем проекта М.Пулом как DIpole And Multipole Output for the Nation at Daresbury, поскольку комплекс предполагалось построить в лаборатории Дарсбери вместо существовавшего источника СИ второго поколения SRS.
Синхротрон Diamond стал крупнейшей научной установкой Великобритании за последние 40 лет, после протонного синхротрона Nimrod, который был в 1977 году реконструирован в источник нейтронов ISIS, в той же лаборатории Резерфорда — Эплтона.

## Комплекс
Diamond производит синхротронное излучение в диапазоне от рентгена до инфракрасных длин волн. Энергия электронного пучка 3 ГэВ. Накопительное кольцо представляет собой 24-периодную структуру периметром 561.6 м. Инжекционная часть состоит из электронной пушки, 100 МэВ линака и бустерного кольца на полную энергию.
В настоящий момент на источнике функционирует 14 экспериментальных станций. В дальнейшем предполагается организация до 40 пользовательских станций.